# Panocod
Panocod är ett analgetikum från Sanofi-Aventis som används vid olika smärtstillstånd. Panocod ett kombinationsanalgetikum som innehåller paracetamol och kodein, två substanser med perifer respektive central verkan.
Högre doser än de rekommenderade medför risk för mycket allvarlig leverskada. Samtidigt bruk av alkohol bör undvikas.
Panocod är ett beroendeframkallande medel.